# Luci Furi Medul·lí (tribú dues vegades)
Luci Furi Medul·lí (en llatí: Lucius Furius Sp. F. L. N. Medullinus) va ser un militar i magistrat romà. Era fill d'Espuri Furi Medul·lí, tribú l'any 400 aC. Formava part de la gens Fúria, i de la família dels Medul·lí, d'origen patrici.
Va ser elegit dues vegades tribú amb potestat consolar, la primera vegada l'any 381 aC quan va dirigir la guerra contra els volscs juntament amb Marc Furi Camil. Els volscs el van derrotar perquè va actuar amb imprudència, i va haver de ser rescatat per Camil. En la següent campanya, el 370 aC va ser magister equitum de Camil, que el va cridar al seu costat. Finalment va ocupar el càrrec de censor l'any 363 aC.